# Villa Peham

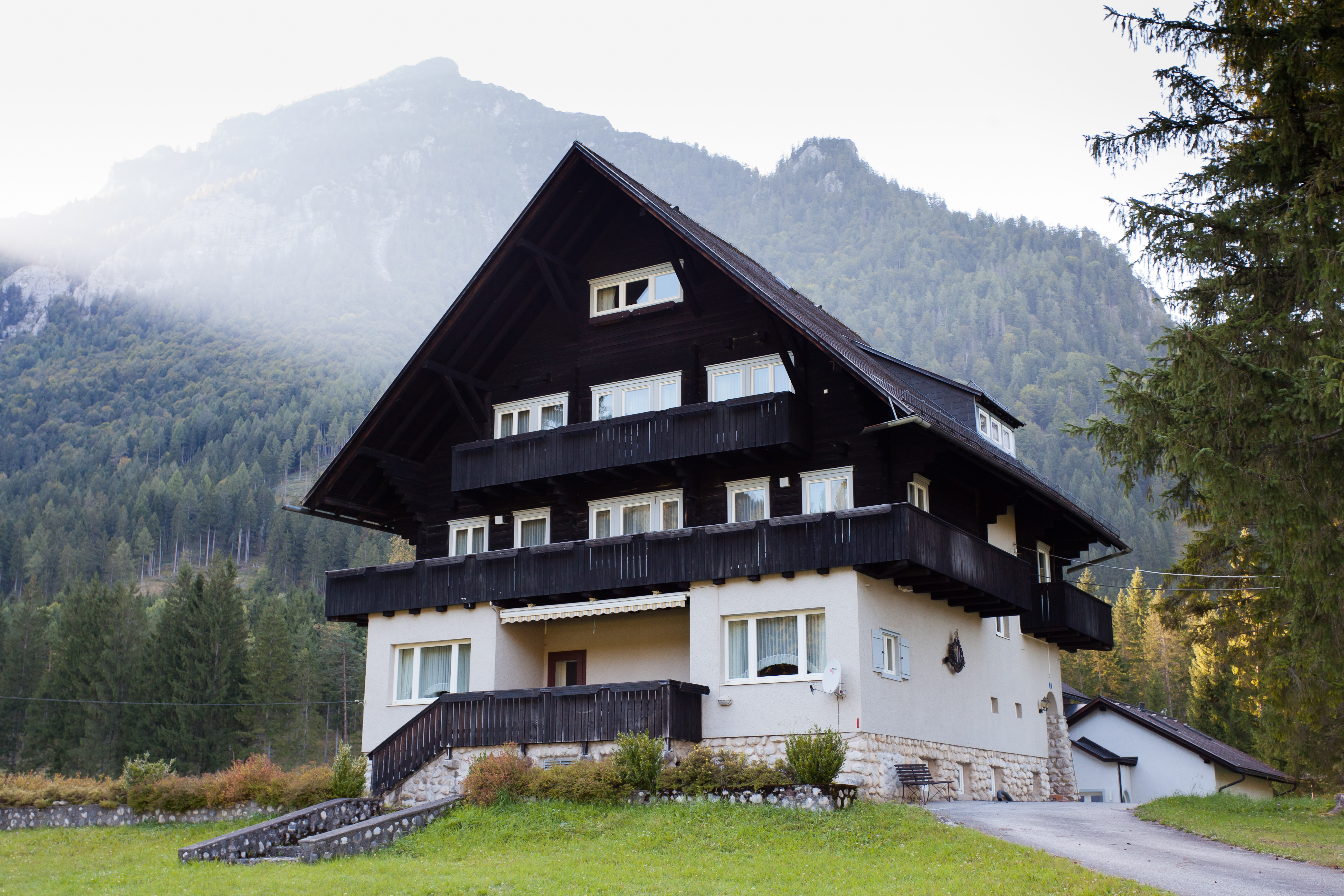
Villa Peham (2011)

Die Villa Peham (auch als Landeserholungsheim Hinterstoder bezeichnet) war ein ehemaliges Erholungsheim des Landes Oberösterreich in Hinterstoder. Es wurde 2015 durch einen Brand zerstört und in der Folge abgerissen.

## Geschichte
Die Villa Peham wurde 1924–1926 nach Plänen der Architekten Siegfried Theiss und Hans Jaksch für den Wiener Gynäkologen Heinrich Peham als Ferienhaus errichtet.
Im Jahr 1955 erwarb das Land Oberösterreich die Villa Peham und nutzte diese in den folgenden Jahrzehnten als Landeserholungsheim. 2007 veräußerte das Land Oberösterreich die Liegenschaft an die im Eigentum der Gemeinde Hinterstoder befindliche Freizeiteinrichtungen Hinterstoder GmbH.
Die seit 2008 unter Denkmalschutz stehende und zuletzt unbewohnte Villa wurde bei einem durch Brandstiftung herbeigeführten Brand in der Nacht von 6. auf 7. September 2015 schwer beschädigt und im November 2015 auf Betreiben der Gemeinde Hinterstoder abgerissen, ohne das Bundesdenkmalamt darüber zu informieren.
Im März 2020 erwarb die Campingresort Hinterstoder GmbH die Liegenschaft, welche entsprechend den Festlegungen im Kaufvertrag im Juli 2020 als Sondergebiet des Baulandes - Tourismusbetrieb umgewidmet wurde. Im Herbst 2020 wurde öffentlich bekannt, dass auf dem Gelände der ehemaligen Villa Peham ein Campingplatz errichtet werden soll. Dies führte zu österreichweit beachteten Protesten.
Im März 2023 wurde bekannt, dass der Denkmalschutz für die Villa Peham aufgehoben wurde und der Errichtung des Campingplatzes nichts mehr im Wege steht.
Am 3. Jänner 2024 hob der Verfassungsgerichtshof Teile des Flächenwidmung und Bebauungsplan als rechtswidrig auf. Das Landesverwaltungsgericht muss noch darüber entscheiden, ob es einen Baustopp geben wird.